# 小行星6689
小行星6689（6689 Floss）是一颗绕太阳运转的小行星，为主小行星带小行星。该小行星于1981年3月2日发现。

## 轨道参数
小行星6689的轨道半长轴为2.2121406 UA，离心率为0.172。